# Thursday-Next-Reihe
Die Thursday-Next-Reihe ist ein Romanzyklus des britischen Autors Jasper Fforde, der in einer Alternativwelt spielt.

## Die fiktive Welt der Romane
In Ffordes Parallelwelt ist die Auseinandersetzung mit Literatur ein Massenphänomen; Schriftsteller und ihre Werke genießen große Popularität. Literatur wird als nationaler Schatz begriffen und so ernst genommen, dass es zwischen den Anhängern verschiedener literarischer Strömungen zu Straßenkämpfen kommt. Fantasie und Wirklichkeit vermischen sich, indem die Menschen in die Welt der Literatur eintreten und Figuren aus der Literatur in der realen Welt erscheinen können. Auch Zeitreisen sind in dieser Welt möglich.
In diesem Universum gibt es im Jahr 1985 kein vereintes Großbritannien mehr, da Wales 1854 seine Unabhängigkeit erklärt hat und als sozialistische „Volksrepublik Wales“ existiert. In England, das eine Republik ist, gibt es einen auf Lebenszeit regierenden Präsidenten und die Whig-Partei existiert noch. Während des Zweiten Weltkrieges wurde England (im Gegensatz zum neutralen Wales) von der Wehrmacht erobert und blieb bis 1949 besetzt. Außerdem führen die englischen Truppen seit mehr als 100 Jahren den Krimkrieg gegen das noch immer zaristische Russland.
Auch die technische Entwicklung ist in der Parallelwelt anders verlaufen. Kürzere Reisen unternimmt man mit der Eisenbahn oder dem Luftschiff, da der Düsenantrieb nie über einen Prototyp hinausging und somit moderne Flugzeuge unbekannt sind, während Tunnel durch den Erdmittelpunkt Paris, New York, Sydney und Tokio verbinden.
Vampire, Werwölfe und Geister existieren real und stellen ein ständiges Ärgernis für die zuständigen Regierungsbehörden dar.
Fforde baut in seine Geschichten verschiedene literarische Anspielungen ein. So heißt das Haustier von Thursday, ein geklonter Dodo, Pickwick nach einer Hauptfigur des Romans Die Pickwickier von Charles Dickens.

### Goliath Corporation
Geschichte und Technik Englands sind nach dem Zweiten Weltkrieg stark von der Goliath Corporation geprägt. Sie unterstützte das Land beim Wiederaufbau. Unter dem Motto „von der Wiege bis zur Bahre“ durchwirkt sie sämtliche Wirtschaftszweige und ist in beiden Häusern des Parlaments vertreten. Die Corporation agiert als heimliche Regierung und kann bei polizeilichen Untersuchungen die Leitung übernehmen. Sie liefert auch die Waffen für den anhaltenden Krimkrieg.

### SpecOps
Kontrolliert wird das Land von der paramilitärischen Organisation Special Operations Network, abgekürzt SpecOps oder SO, zu dem auch Thursdays Einheit SpecOps-27 (LitAgs) gehört. Den LitAgs obliegt es Fälschungen und illegal gedruckte Ausgaben gefragter literarischer Werke aufzuspüren. Eine andere SO-Einheit, der ChronoGarde (SO 12), überwacht die Zeitreisen und die Stabilität der Zeitabläufe. Außerdem unterhält jeder Bereich örtliche Vertreter, die problematische Vorkommnisse in den einzelnen Regionen des Landes beobachten und bearbeiten.
SpecOps ist 1988 in mindestens 64 Teilbereiche gegliedert, wobei die Aufgaben von Abteilung eins bis zwanzig strengster Geheimhaltung unterliegen. Nur wenig von der Arbeit der SpecOps wird öffentlich. Offiziell wird SpecOps direkt von der Regierung finanziert. Es gibt aber Gerüchte, dass die finanziellen Mittel von der Goliath Corporation stammen.

### Krimkrieg
Der fiktive Krimkrieg (Crimean war oder Crimea) begann zeitgleich mit dem historischen Krimkrieg zwischen dem zaristischen Russland und einer Koalition um Großbritannien (1853–1856). In der Romanreihe kämpfen seit 1854 beide Seiten in einem Stellungskrieg um die Halbinsel Krim und die wichtigste Festung, die Hafenstadt Sewastopol. Im Jahr 1975 gelang es den britischen Truppen, die zaristischen Einheiten von der Halbinsel zu drängen und die Front nach Norden auf das Festland zu verlagern. Dort jedoch kam sie zum Stillstand und verharrt seitdem in Grabenkämpfen.

### Gentechnik
Die Gentechnik ist in der Parallelwelt weit entwickelt und allgemein akzeptiert, so dass home cloning kits, die Klonen mit Küchenutensilien erlauben, käuflich sind. Diese gentechnischen Fortschritte führte zu einer regelrechten „Rückzüchtungsindustrie“ von ausgestorbenen Arten. So sind Dodos, Beutelwölfe und Säbelzahntiger als Haustiere weit verbreitet. In den Städten kann man auf wilde Riesenalke treffen und es existiert sogar eine kleine Herde freilebender Mammuts in England. Da jedoch bei den ersten zurückgezüchteten „Retro-Haustieren“ noch nicht die vollständigen DNS-Sequenzen vorlagen, scheinen viele dieser Exemplare Mängel zu besitzen: Thursdays Dodo hat keine Flügel, andere Vögel schlüpften mit pinkfarbenem Gefieder.
Auch wurden mittels in Knochen gefundener genetischer Reste Neandertaler wiederbelebt. Ursprünglich als „nichtmenschliche“ Versuchsobjekte für Medikamentenexperimente geplant, ließ die Goliath Corporation sie nach öffentlichen Protesten frei, zudem sie sich aufgrund ihrer Friedfertigkeit auch nicht als Soldaten eigneten. Sie sind zum erneuten Aussterben verurteilt, da ausschließlich männliche Klone existieren, die nicht zur Fortpflanzung fähig sind.

### Die Buchwelt
Die Buchwelt ist die Heimat der literarischen Figuren und mündlichen Überlieferungen. Innerhalb dieser Welt grenzen die literarischen Genre wie Länder aneinander. Die Buchwelt existiert für jede Sprache als Große Bibliothek, die sämtliche Ausgaben aller Bücher enthält. Die Große Bibliothek hat ein Stockwerk für jeden Buchstaben. Dazu kommen 26 Tiefgeschosse, der Brunnen der Manuskripte, mit der Textsee zu unterst. Im Brunnen der Manuskripte befinden sich sämtliche unveröffentlichten Werke und hier findet die Produktion neuer Texte statt.

### Jurisfiktion
Die Jurisfiktion ist die Polizei der Buchwelt. Sie stellt sicher, dass die Handlungsabläufe der Geschichten unverändert bleiben und die Figuren ihre Rollen spielen.

## Figuren (Auswahl)
- Thursday E. Next: Sie ist das jüngste von drei Kindern der Hausfrau Wednesday Next und einem namentlich unbekannten ehemaligen Mitglied der ChronoGarde. Thursday arbeitet als Agentin des Special Operations Network (SpecOps) und ist Mitglied der Jurisfiktion. 1973 diente sie im Krimkrieg an der Front als Fahrerin eines gepanzerten Truppentransporters in einer Light Armoured Brigade. Dort verliebte sie sich in ihren späteren Mann, den damaligen Lieutenant Landen Parke-Laine. Bei einem misslungenen Angriff auf russische Artilleriestellungen bei Balaklawa wird der größte Teil ihrer Einheit getötet. Thursday wurde für ihre Tapferkeit ausgezeichnet, da sie nach dem Abbruch des Angriffs auf das Schlachtfeld zurückkehrte und Verwundete barg. Thursday und Landen Parke-Laine haben zusammen einen Sohn, Friday, und eine Tochter, Tuesday. Außerdem bildet sich Thursday aufgrund eines Gedächtniswurms noch eine zweite Tochter ein: Jenny.
- Mycroft Next: Onkel von Thursday und Ehemann von Polly Next. Mycroft ist Erfinder, Mathematiker, Physiker und Schriftsteller romantischer Romane. Er besitzt einen IQ von 270. Erfinder des Prosaportals. einer Maschine, die Reisen zwischen der Buchwelt und der realen Welt ermöglicht.
- Landen Parke-Laine: Ehemann von Thursday und preisgekrönter Schriftsteller. Er diente als Offizier im Krimkrieg, wo er bei einem Angriff ein Bein verlor.
- Colonel Next ist Thursdays Vater. Er hat die Gabe, durch die Zeit reisen und die Zeit verlangsamen, beschleunigen und anhalten zu können. Ursprünglich arbeitete er für ChronoGuard, wurde aber wegen unangepasstem Verhalten für nicht existent erklärt. Seitdem reist er unentwegt durch die Zeit, um einer Festnahme durch ChronoGuard zu entkommen.
- Anton Next: Bruder von Joffy und Thursday sowie bester Freund von Landen Parke-Laine. Anton kämpfte im Krimkrieg und ist mitverantwortlich für einen missglückten Angriff, bei dem die meisten Mitglieder seiner Truppe, darunter auch er selbst, starben.
- Joffy Next: Bruder von Anton und Thursday. Er ist Priester in der Kirche der Globalen Standardgottheit und diente im Krimkrieg als Militärgeistlicher. Er ist homosexuell und hat in "In einem anderen Buch" ein Verhältnis mit dem SpecOps-14-Agenten Miles Hawke.
- Polly Next: Ehefrau von Mycroft Next, die ihm bei seinen Experimenten hilft und dabei nicht selten als Versuchsperson herhalten muss. Sie ist eine begnadete Mathematikerin.
- Bowden Cable: Thursdays Kollege und Partner bei der SpecOps-27. Er hat einen etwas nervösen und trockenen Charakter, ist aber sehr zuverlässig und intelligent. Sein Name bedeutet übersetzt "Bowdenzug".
- Acheron Hades: unterrichtete Englisch, bevor er kriminell wurde. Er besitzt besondere Fähigkeiten: er kann nicht fotografiert oder gefilmt werden und wirft keinen Schatten. Zudem spürt er, wenn eine andere Person seinen Namen ausspricht. Hades ist gegen die meisten Waffen immun, kann jedoch mit Silber verletzt werden. Er kann sich in beliebiger Gestalt zeigen und besitzt die Fähigkeit, andere Menschen zu manipulieren. Sein wahres Aussehen ist nur wenigen Leuten bekannt.
- Aornis Hades: Jüngere Schwester von Acheron. Wie ihr Bruder besitzt auch sie besondere Fähigkeiten. Sie kann lokal die Entropie verringern und das Gedächtnis anderer Menschen manipulieren. Sie will sich an Thursday rächen, die für den Tod ihres Bruders verantwortlich ist.
- Jack Schitt: Leiter des internen Sicherheitsdienstes und der Waffenabteilung der Goliath Corporation. Er will das Prosa Portal für die Goliath Corporation in Besitz nehmen und paktiert daher mit Hades. Seine anhaltenden Misserfolge lassen ihn im Lauf der Buch-Reihe bei Goliath in Ungnade fallen und er verliert seine leitende Position.
- Mrs. Nakajima: stammt aus Osaka und ist die erste Person, die Thursday die Fähigkeit zeigt, zwischen der realen Welt und der fiktiven Literaturwelt zu wechseln. Später lassen sie und ihr Ehemann sich dauerhaft in der Welt des Romans Jane Eyre nieder.
- Miss Havisham: entstammt dem Roman Große Erwartungen von Charles Dickens. Sie gehört zur Jurisfiktion und wird dort zu Thursday Nexts Mentorin. Ihr Hobby ist das Brechen von Geschwindigkeitsrekorden mit frisierten Autos. Bei einem Autorennen wird ihr Wagen manipuliert, worauf es zu einem Unfall kommt. Miss Havisham kehrt schwer verletzt in ihren Roman zurück. Dort inszeniert sie ihr eigenes Ende und stirbt schließlich.
- Yorrick Kaine: ist eine Nebenfigur aus einem schlechten, nur als Privatdruck veröffentlichten Roman. Es gelingt ihm aus der Buchwelt in die reale Welt zu gelangen. Er macht in der Politik schnell Karriere, wird Kanzler und sieht sich selbst als der kommende Diktator in England. Er wird von der Jurisfiktion lange vergeblich verfolgt.
- Spike Stoker: Ein Mitglied der SpecOps-17 und damit für die Bekämpfung übernatürlicher Kreaturen, vorrangig Vampire und Werwölfe, verantwortlich. Üblicherweise arbeitet er, aus Gründen des Personalmangels seiner Abteilung, alleine, wird in seiner lebensgefährlichen Arbeit aber wiederholt von Thursday unterstützt. Sein Name ist eine Anspielung auf Bram Stoker, Autor des Romans Dracula.

## Die Romane
Die sieben bisher erschienenen Bücher um Thursday Next sind in sich abgeschlossene Romane, nehmen aber inhaltlich Bezug auf die jeweils vorangehenden.

### Der Fall Jane Eyre
(Originaltitel: The Eyre Affair, 2001)
Thursday Next arbeitet in einem fiktiven 1985 als LiteraturAgentin (LitAg) für die Abteilung SO-27 des Special Operation Networks in London. Als das Original-Manuskript von Charles Dickens’ Roman Martin Chuzzlewit gestohlen wird, verdächtigt man aufgrund der mysteriösen Umstände des Raubes den berüchtigten Kriminellen Acheron Hades als Täter.
Next ist eine der wenigen, die weiß, wie Hades aussieht, da er ihr Lehrer in einem Literaturseminar war. Er versuchte, Thursday zu verführen; sie konnte seinen Manipulationen jedoch widerstehen. Eine übergeordnete Einheit, SO-5, glaubt daher, sie könne bei der Suche nach Hades nützlich sein, und engagiert sie.
Der Einsatz gerät zum Fiasko. Hades flieht und erschießt dabei mehrere SO-Agenten. Next überlebt als einzige mit einer Schusswunde am Arm. Mr. Rochester aus dem Roman Jane Eyre leistet ihr erste Hilfe und versichert ihr, dass sie überleben wird. Im Krankenhaus sieht sie eine zukünftige Version ihrer selbst, die ihr rät, in ihrem Heimatort Swindon nach Hades zu suchen. Dort trifft sie nach langer Zeit ihre Familie wieder. Ihr Onkel Mycroft, ein Wissenschaftler und Erfinder, hat gerade eine Maschine erfunden, die mittels eines Portals Menschen Zutritt in die fiktionale Welt der Literatur ermöglicht. In Swindon stößt Thursday auch auf ihren ehemaligen Verlobten Landen Parke-Laine, dem sie verübelt, dass er vorm Militärgericht gegen ihren Bruder Anton aussagte. Bei einem Einsatz rettet sie ihren Kollegen, einen Vampirjäger, der ihr zum Dank eine silberne Patronenkugel schenkt.
Hades erfährt von Mycrofts Erfindung. Er stiehlt die Maschine und entführt Mycroft und Thursdays Tante Polly, Mycrofts Frau. Mycroft wird gezwungen, Hades bei dem Plan zu helfen, Figuren aus dem gestohlenen Manuskript von Dickens Martin Chuzzlewit zu entfernen und damit die Regierung zu erpressen. Es gelingt Mycroft, das Manuskript zu zerstören, weshalb Hades ein anderes stehlen muss. Er raubt das Original von Charlotte Brontës Roman Jane Eyre und entführt die Hauptfigur, sodass der Roman zunehmend dahinschwindet. Zugleich erfährt auch  Jack Schitt von der Goliath Corporation von dem Portal. Er will es benutzen, um damit bislang nur in der Fiktion funktionierende Plasma-Gewehre in die Realität zu bringen. Die Waffen will die Goliath Corporation im Krimkrieg einsetzen.
Thursday und ihren SpecOps-Kollegen gelingt es, Hades Unterschlupf in Wales ausfindig zu machen. Hades flüchtet durch das Portal in das Buch Jane Eyre. Thursday und die befreite Jane folgen ihm. Der Roman beginnt sich zu regenerieren. Thursday findet heraus, dass Hades durch Silber verletzlich ist und tötet ihn mit der silbernen Patronenkugel. Um Rochester zu danken, ändert Thursday das frühere Romanende um zu einer neuen Version und kehrt in die eigene Welt zurück. Jack Schitt wird von ihrem Kollegen Bowden mit einem Trick in einen Edgar-Allan-Poe-Sammelband eingeschlossen, als Schitt versucht, das Portal zu benutzen.
Thursday versöhnt sich mit Landen, die beiden verloben sich erneut. Auf einem Forum zum Krimkrieg gibt Thursday öffentlich bekannt, dass die Plasma-Gewehre der Goliath Corporation nicht funktionstüchtig sind. Großbritannien schließt daraufhin Frieden mit Russland.

### In einem anderen Buch
(Originaltitel: Lost in a Good Book, 2002)
Thursday Next ist durch ihre Arbeit an Jane Eyre zu einer Person des öffentlichen Lebens geworden. Bald nach ihrer Hochzeit mit Landen Parke-Laine stellt sie fest, dass sie schwanger ist. Von ihrem Vater erfährt Thursday, dass die Welt am 12. Dezember durch eine rätselhafte rosa Substanz untergehen wird, die durch ein fehlgeschlagenes Experiment ihres Onkels Mycroft entstanden ist und die ganze Welt mit Schleim überzieht. Thursday muss herausfinden, worum es sich dabei handelt, Mycroft hat sich jedoch in die Sherlock-Holmes-Geschichte Der griechische Dolmetscher zurückgezogen und ist nicht erreichbar. Zudem benutzt Brik Schitt-Hawse von der Goliath Corporation, ein Halbbruder von Jack Schitt, den ChronoGuard Mitarbeiter Lavoisier, um Landen auszulöschen und Thursday mit der Forderung, Schitt aus The Raven zu befreien, zu erpressen. Auch Thursdays eigenes Leben ist in Gefahr, da Hades’ Schwester Aornis versucht, Rache an ihr zu nehmen.
Thursdays Fähigkeit, durch lautes Vorlesen in die fiktive Welt eintreten zu können, hat die Aufmerksamkeit der Jurisfiktion erregt. Unter Anleitung von Miss Havisham beginnt Thursday ihre Ausbildung zur Jurisfiktion-Agentin. Mit ihren neuen Kenntnissen befreit Thursday Jack Schitt, wird jedoch von Brik Schitt-Hawse betrogen, der sie gefangen nehmen und ihre Fähigkeiten für die Goliath Corporation ausnutzen will. Miss Havisham gelingt es, Thursday zu befreien.
Währenddessen rückt das Ende der Welt näher und schließlich zwingt Aornis Thursday, sich für die Rettung der Welt selbst zu töten. Thursdays Vater taucht in diesem Moment auf und rettet seine Tochter: er verschwindet mit der rosa Masse in die Urzeit.
Da Thursday weiterhin von Aornis und der Goliath Corporation verfolgt wird, bietet Colonel Next an, sie mit in eine alternative Realität zu nehmen, bis sie ihr Kind geboren hat. Thursday lehnt ab und zieht sich stattdessen in die fiktive Welt eines unveröffentlichten Buches zurück.

### Im Brunnen der Manuskripte
(Originaltitel: The Well Of Lost Plots, 2003)
Die schwangere Thursday Next hat sich zum Schutz vor der Goliath Corporation mit Hilfe des Figuren-Austausch-Programms in den Brunnen der Manuskripte in der Buchwelt zurückgezogen und bereitet sich dort auf die Große Dienstprüfung der Jurisfiktion vor, die sie für die Beförderung zur vollwertigen Jurisfiktions-Agentin ablegen muss. Doch Thursday findet auch hier nicht die erhoffte Ruhe. Ihrem Zufluchtsort, dem Roman Caversham Heights, droht die endgültige Zerstörung, was Thursday zusammen mit dem Hauptcharakter des Buches zu verhindern sucht.
Mehrere Anschläge auf Agenten der Jurisfiktion und die Einführung des neuen Buchbetriebssystems UltraWord erfordern Thursday Nexts volle Aufmerksamkeit. Zudem kämpft sie gegen Aornis Hades, der Schwester von Acheron Hades, die Thursdays Erinnerung an ihren von Goliath genichteten Ehemann Landen Park-Laine auslöschen will. Hilfe bekommt sie dabei von ihrer Großmutter, die wie Thursday selbst in die Buchwelt reisen kann.
Im Brunnen der Manuskripte knüpft nahtlos an den Vorgänger an, spielt aber erstmals fast ausschließlich in der Buchwelt. Jasper Fforde erklärt hier viele der Hintergründe der Buchwelt der Romane, unter anderem, wie neue Charaktere entstehen, woher die Geschichten für neue Bücher kommen und wie Rechtschreib- und Grammatikfehler in die Texte kommen. Unterstützt wird diese durch den gezielten Einsatz verschiedener stilistischer Mittel, wie zum Beispiel den sich immer stärker häufenden Rechtschreibfehlern, wenn ein Kapitel vom Mispeling Vyrus handelt.

### Es ist was faul
(Originaltitel: Something Rotten, 2004)
Der Romantitel spielt auf eine Zeile aus Shakespeares Hamlet an („Es ist was faul im Staate Dänemark“) und so ist es kein Wunder, dass die Literaturbereinigungsagentin dieses Mal von Hamlet höchstpersönlich begleitet wird und sich einem geplanten atomaren Weltuntergang durch Yorrick Kaine von der Goliath Corporation entgegenstellen muss. Das letzte Kapitel enthält einige kuriose Zeitparadoxa, in denen Thursday sowohl ihr zukünftiges Ich als auch ihre ungeborene Enkelin kennenlernt.

### Irgendwo ganz anders
(Originaltitel: First Among Sequels, 2007)
Der Roman spielt 14 Jahre nach Es ist was faul. Thursday hat sich offiziell ins Privatleben zurückgezogen, arbeitet aber verdeckt weiterhin für die offiziell aufgelöste SpecOps und noch weniger Menschen wissen darüber Bescheid, dass sie auch noch für Jurisfiktion arbeitet. Im Wesentlichen geht es darum, dass Zeitreisen noch nicht erfunden sind und nur deshalb funktionieren, weil man davon ausgeht, dass sie einst erfunden werden. Nun scheint es aber so zu sein, dass diese Erfindung bis zum Ende der Zeit nicht gemacht wird, weshalb das gesamte System zusammenzubrechen droht. Einzige Lösung für das Problem stellt das Rezept von Onkel Mycroft dar, das verlorene Eier wiederauffindbar macht. Thursday will das Rezept versteckt halten, die ChronoGarde sieht das freilich anders und auch die Goliath Corporation mischt natürlich kräftig mit.

### Wo ist Thursday Next?
(Originaltitel: One of Our Thursdays is Missing, 2011)
Thursday Next verschwindet spurlos und das gerade inmitten großer Spannungen, die zu einem Krieg zwischen den literarischen Genres führen könnte. Die Roman-Figur von Thursday erhält deswegen von der Buchwelt Polizei-Agentur Jurisfiktion einen Auftrag: Sie soll die Herkunft von Buchtrümmern bestimmen, die aus unerfindlichen Gründen heruntergestürzt waren.
Unterstützung in ihrem Auftrag findet Thursday in Sprockett, einem voll mechanischen Roboter in der Form eines Butlers. Zusammen finden sie heraus, aus welchem Buch die Trümmer stammen und ob die Buchwelt Thursday nicht vielleicht doch die echte Thursday ist, die nur an Amnesie leidet.

### The Woman Who Died a Lot
2012. Noch nicht auf Deutsch erschienen.

## Romane
- Jasper Fforde: The Eyre Affair. 2001.
  - deutsch: Der Fall Jane Eyre. dtv, München 2004, ISBN 3-423-24379-1.
- Jasper Fforde: Lost in a Good Book. 2002.
  - deutsch: In einem anderen Buch. dtv, München 2004, ISBN 3-423-24430-5.
- Jasper Fforde: The Well of Lost Plots. 2003.
  - deutsch: Im Brunnen der Manuskripte. dtv, München 2005, ISBN 3-423-24464-X.
- Jasper Fforde: Something Rotten. 2004.
  - deutsch: Es ist was faul. dtv, München 2006, ISBN 3-423-24568-9.
- Jasper Fforde: First Among Sequels. 2007.
  - deutsch: Irgendwo ganz anders. dtv, München 2009, ISBN 978-3-423-24758-0.
- Jasper Fforde: One of Our Thursdays is Missing. 2011.
  - deutsch: Wo ist Thursday Next? dtv, München 2012, ISBN 978-0-340-96308-1.
- Jasper Fforde: The Woman Who Died a Lot (Thursday Next). 2012.
  - noch nicht auf Deutsch erschienen